# Longin (Žar)
Longin (světským jménem: Mychajlo Vasyljovyč Žar; * 19. srpna 1965, Petrašivka) je ukrajinský duchovní Ukrajinské pravoslavné církve Moskevského patriarchátu, metropolita bančenský a vikář černovické eparchie.

## Život
Narodil se 19. srpna 1965 ve vesnici Petrašivka Černovické oblasti.
Roku 1984 se oženil s Lilií, se kterou má syna Volodymyra, Mychajla a dceru Marii.
Dne 18. ledna 1990 byl biskupem černovickým a bukovinským Antonijem (Moskalenkem) rukopoložen na diákona a následující den na jereje. Stal se představeným chrámu svaté Paraskevy ve vesnici Pidvalne.
Roku 1995 dokončil dálkové studium Kišiněvského duchovního semináře.
Poté, co adoptoval šestiměsíční holčičku s AIDS, otevřel roku 1992 dětský domov.
Dne 30. dubna 1996 byl archimandritou Meletijem (Jegorenkem) postřižen na monacha se jménem Longin na počest svatého Longina.
Od roku 1996 měl na starost stavbu Vozněsenského monastýru ve vesnici Bančeny a od roku 1999 ženského monastýru Bojanské ikony Matky Boží ve vesnici Bojany.
Roku 2002 nastoupil na Černovický pravoslavný bohoslovecký institut.
Dne 16. července 2008 byl jmenován představeným Bančenského monastýru s povýšením na archimandritu.
Dne 8. května 2012 byl Svatým synodem Ukrajinské pravoslavné církve zvolen biskupem bančenským a vikářem černovické eparchie. Dne 21. května byl oficiálně jmenován biskupem a následující den proběhla jeho biskupská chirotonie. Hlavním světitelem byl metropolita kyjevský a celé Ukrajiny Volodymyr (Sabodan).
Dne 17. srpna 2017 byl povýšen na arcibiskupa a 17. srpna 2020 na metropolitu.